# Chaenocephalus
Chaenocephalus is een monotypisch geslacht van straalvinnige vissen uit de familie van de Channichthyidae (krokodilijsvissen), orde baarsachtigen (Perciformes).

## Soort
- Chaenocephalus aceratus Lönnberg, 1906